# District de Jhelum
Pour les articles homonymes, voir Jhelum.
Le district de Jhelum (en ourdou : ضلع جہلم) est une subdivision administrative du nord de la province du Pendjab au Pakistan. Constitué autour de sa capitale, Jhelum, le district est entouré par le district de Rawalpindi au nord, les districts de Chakwal et de Khushab à l'est, les districts de Sargodha et de Mandi Bahauddin au sud, et enfin le district de Gujrat et le territoire de l'Azad Cachemire à l'ouest.
Le district est	situé dans le nord relativement urbain et industriel de la province du Pendjab, et est notamment l'un des plus développés du pays. Se trouvant au cœur de la région historique de « Derajat », sa population de plus d'un million d'habitants parle majoritairement le pendjabi. La région a un riche passé historique et un important patrimoine, avec notamment le fort de Rohtas classé au patrimoine mondial. C'est un fief politique de la Ligue musulmane du Pakistan (N).

## Histoire

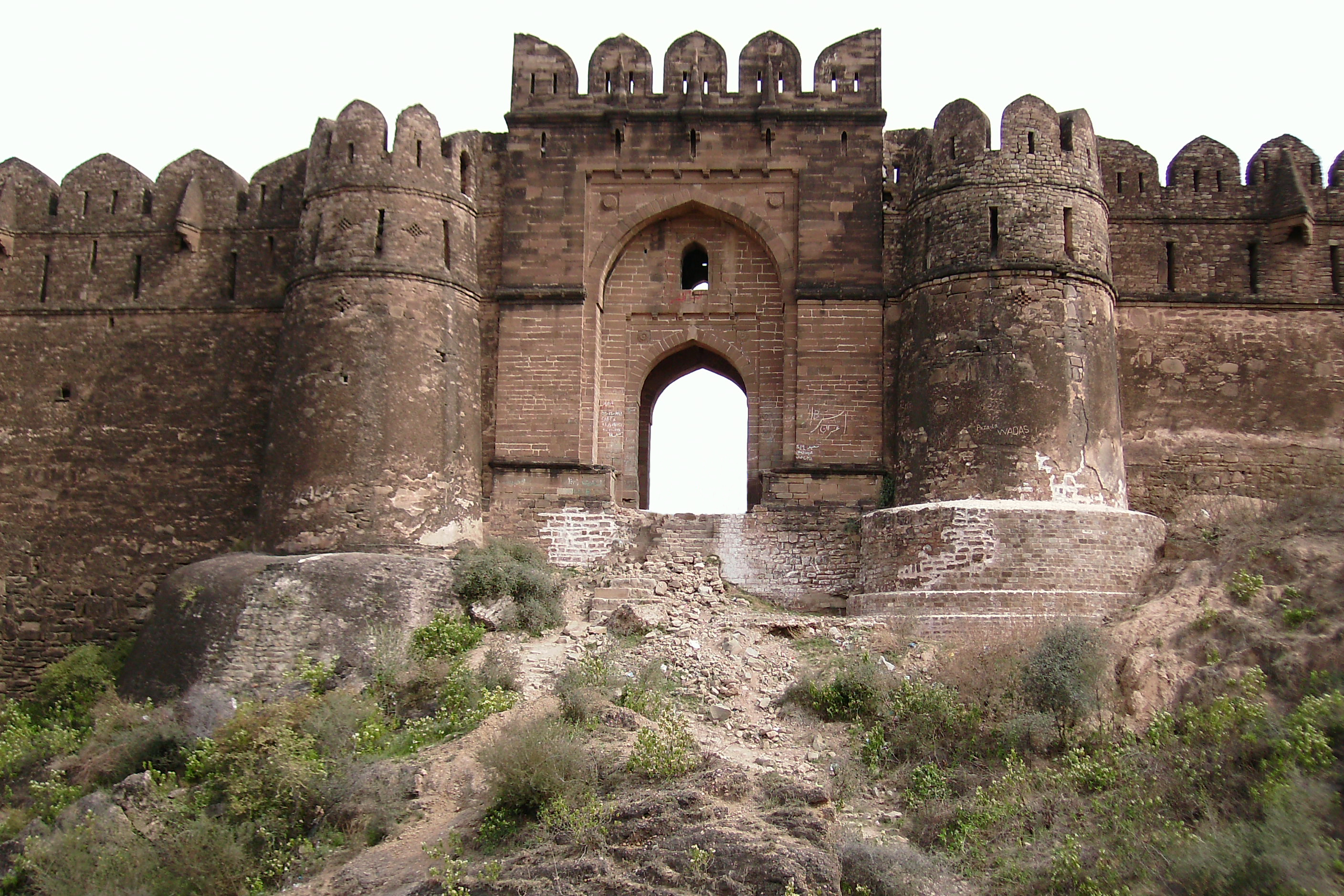
Le fort de Rohtas, classé au patrimoine mondial de l'UNESCO.

La région de Jhelum a été sous l'influence de diverses puissances au cours de l'histoire. La domination de l'Empire moghol voit notamment la construction du fort de Rohtas, aujourd'hui inscrit au patrimoine mondial de l'UNESCO, sous les ordres du chef afghan Sher Shah Suri. Jhelum est ensuite envahi par l'Empire sikh et en devient une position position centrale.
En 1849, Jhelum et les territoires alentour tombent sous domination britannique à l'époque du Raj. Tout le district est alors intégré dans l'ancienne « division de Rawalpindi », qui contenait également les districts de Rawalpindi, de Chakwal et d'Attock. En 1904, le tehsil de Talagang est séparé du district de Jhelum afin de permettre la création du district d'Attock.
Lors de l'indépendance vis-à-vis de l'Inde en 1947, la population majoritairement musulmane soutient la création du Pakistan. De nombreuses minorités hindoues et sikhes quittent alors la région pour rejoindre l'Inde, tandis que des migrants musulmans venus d'Inde s'y installent.

## Géographie et climat

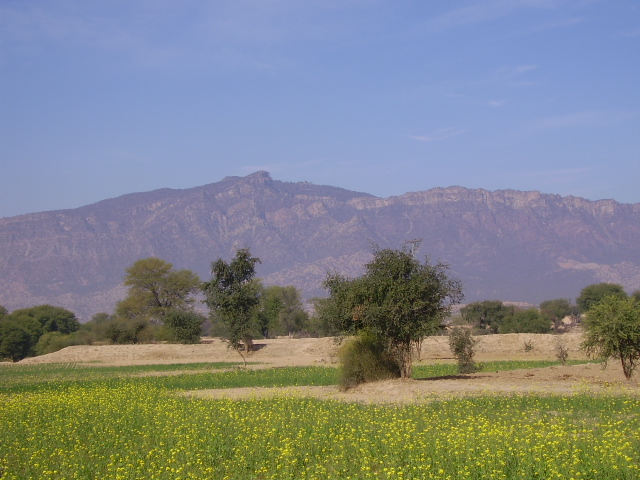
Tilla Jogian, le point culminant du Salt Range et du district.

La géographie de Jhelum est dominée par la rivière Jhelum qui traverse le district d'est en ouest. Jhelum est également situé en plein cœur du plateau Pothohar. À l'ouest, on trouve la chaine de montagnes Salt Range. Le point culminant du district se trouve à 25 kilomètres à l'ouest de la ville de Jhelum et s'élève à 975 mètres au-dessus du niveau de la mer. Cette montagne est riche en sel gemme et on y trouve la célèbre mine de sel de Khewra.
Le climat du district est semi-aride, avec un hiver relativement froid et un été particulièrement chaud. Le temps est surtout sec, à l'exception de la saison de la mousson en juillet et août.

## Économie

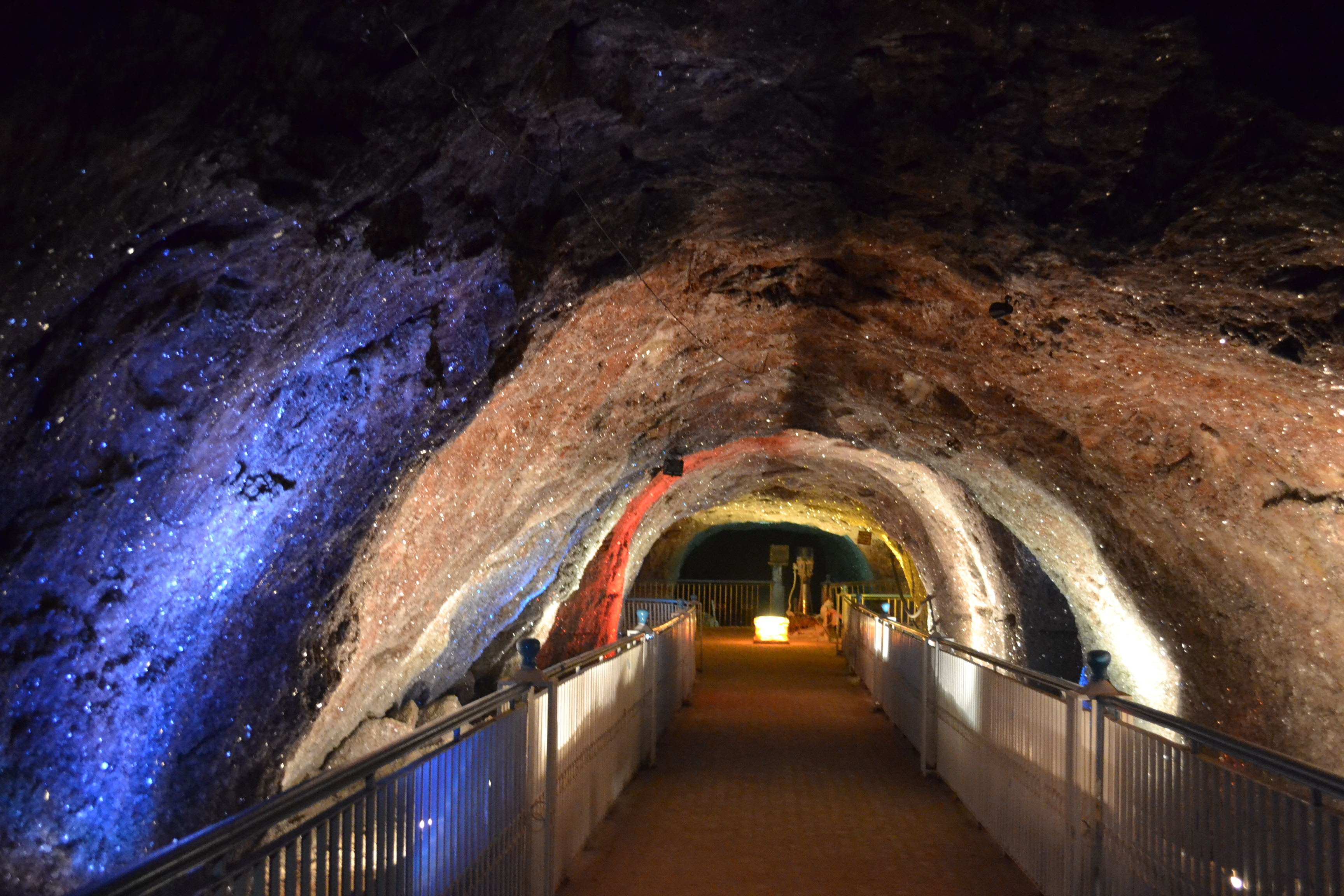
La mine de sel de Khewra.

La population surtout rurale du district vit principalement de l'agriculture. Sur un total de 3,5 millions de kilomètres carrés, 1,3 sont cultivés, soit un peu plus d'un tiers. L'industrie locale est surtout liée aux produits cultivés localement (moulin à farine ou usine de coton). Toutefois, l'économie du district reste relativement diverse du fait d'une implantation assez dense en institutions d'enseignement, en activités culturelles et attire le tourisme, notamment grâce au fort de Rohtas où à la mine de sel de Khewra.
Avec un taux de pauvreté situé à 12,32 % en 2005, le district de Jhelum est classé quatrième meilleure du pays sur 98 des 106 districts. Avec un indice de développement humain estimé à 0,7698 la même année, le district est classé deuxième meilleur du pays après Karachi.

## Démographie
Lors du recensement de 1998, la population du district a été évaluée à 936 957 personnes, dont environ 28 % d'urbains, contre 33 % au niveau national. Le taux d'alphabétisation était de 64 % environ, largement supérieur à la moyenne nationale de 44 %, ce qui place ainsi Jhelum à la troisième place des meilleurs districts de la province. Toutefois, ce taux s'établissait à 78 % pour les hommes et 50 % pour les femmes, soit un différentiel de 28 points de pourcentage, supérieur à la moyenne nationale qui se situe à 23 points.
Le recensement suivant mené en 2017 pointe une population de 1 222 650 habitants, soit une croissance annuelle de 1,41 %, largement inférieure aux moyennes provinciale et nationale de 2,13 % et 2,4 % respectivement. Le taux d'urbanisation stagne, à 29 %.
La langue la plus parlée du district est le pendjabi. Les dialectes les plus courants sont le majhi (standard, commun dans les plus importantes villes), le pothohari (surtout parlé dans le nord du district), le shapuri surtout à l'est et le dhani à l'ouest. Le district compte quelques minorités religieuses : 2 % de chrétiens, 1,2 % d'hindous et 0,2 % de sikhs en 1998.

## Administration

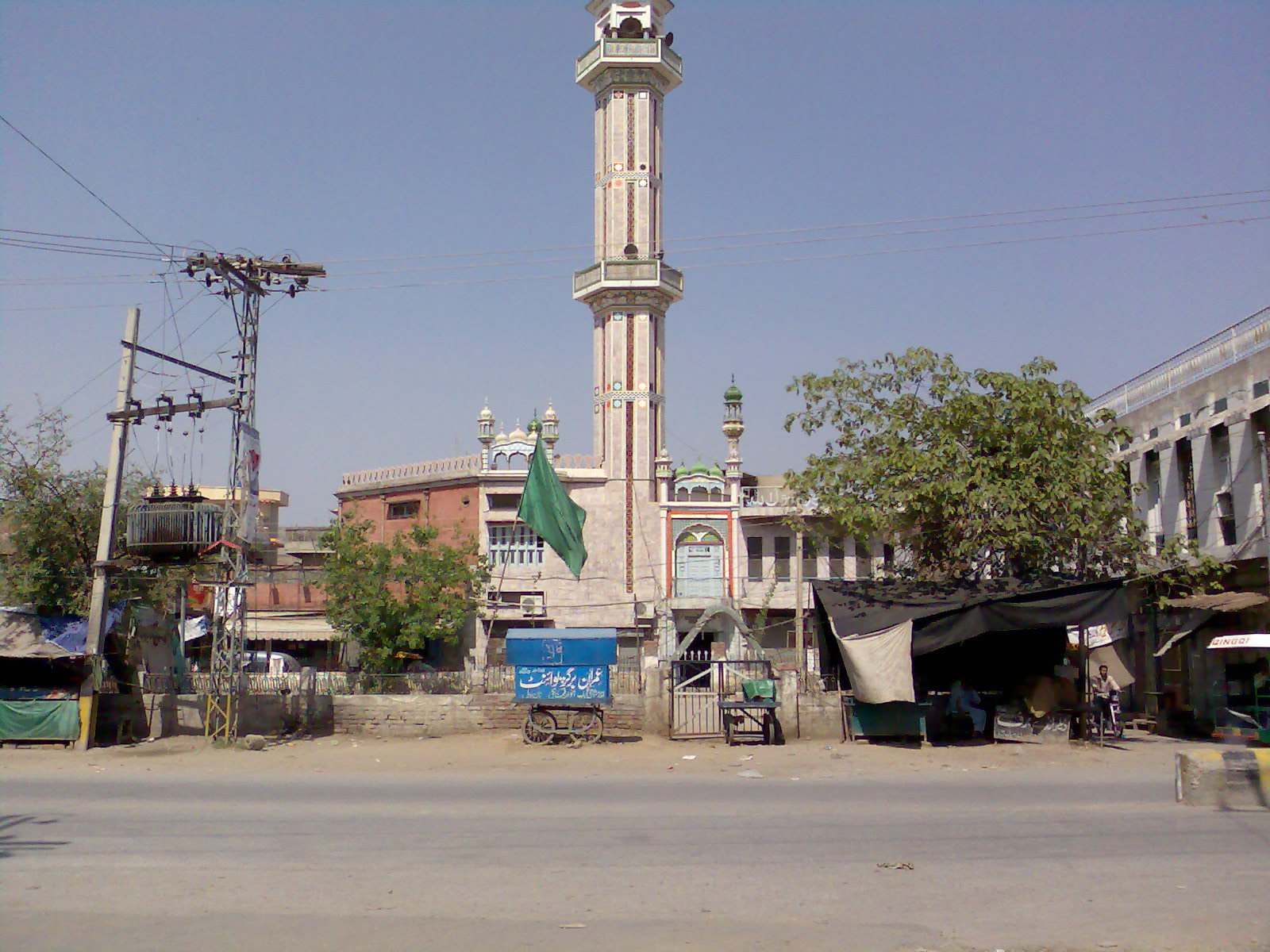
Une rue de la ville de Jhelum.

Le district est divisé en quatre tehsils (Jhelum, Dina, Sohawa et Pind Dadan Khan) ainsi que 54 Union Councils et 573 villages.
| Tehsil          | Population (rec. 2017) |
| --------------- | ---------------------- |
| Jhelum          | 445 190                |
| Dina            | 238 660                |
| Sohawa          | 201 948                |
| Pind Dadan Khan | 336 852                |

Seulement cinq villes dépassent les 20 000 habitants, et la plus importante est de loin la capitale Jhelum, qui regroupe à elle seule près de 16 % de la population totale du district. Ces cinq villes regroupent quant à elles plus de 95 % de la population urbaine, selon le recensement de 2017.

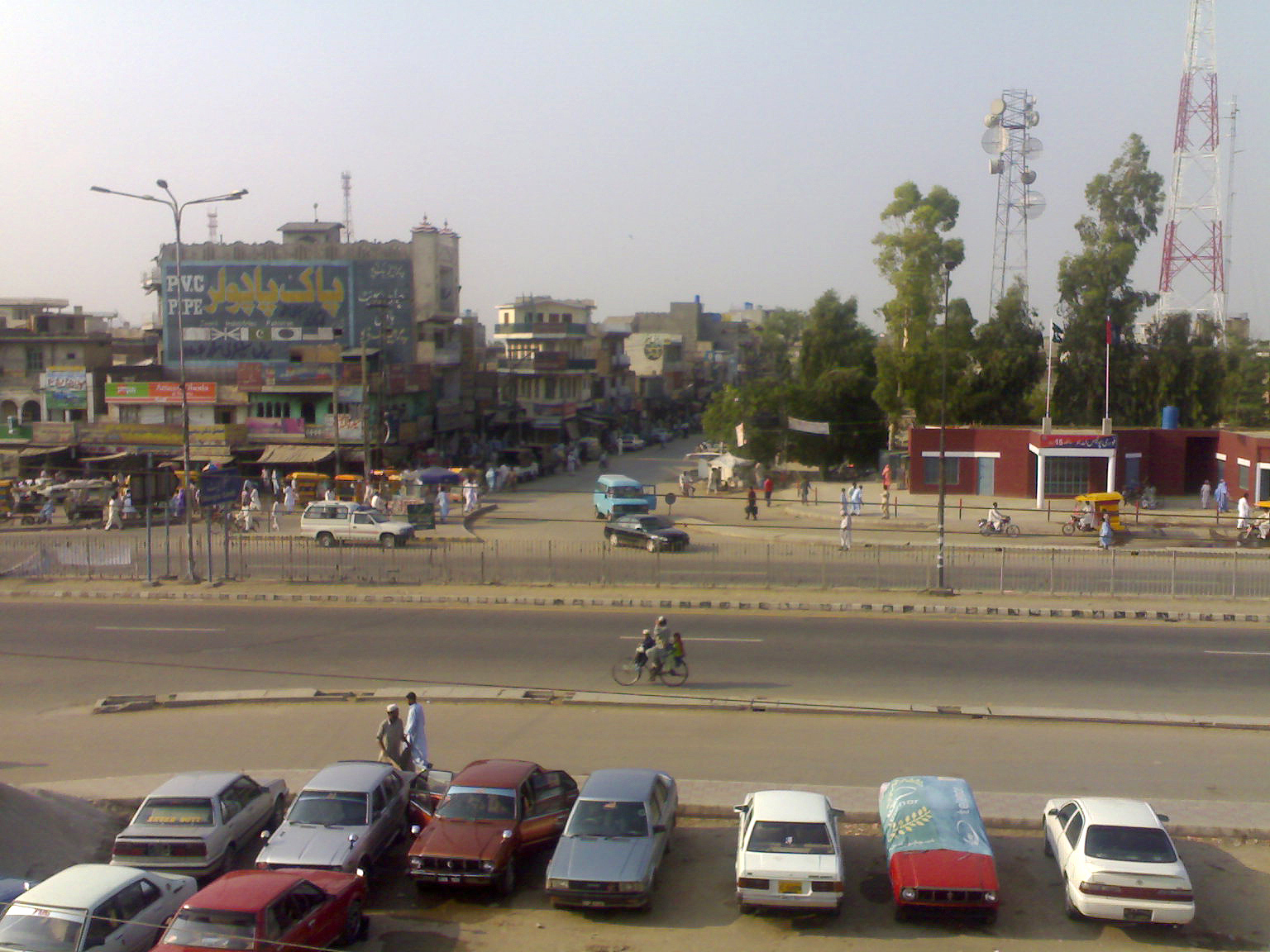
La ville de Dina.

| Ville           | Population (rec. 2017) |
| --------------- | ---------------------- |
| Jhelum          | 190 425                |
| Dina            | 56 886                 |
| Khewra          | 34 428                 |
| Pind Dadan Khan | 29 935                 |
| Sohawa          | 26 194                 |

## Politique
De 2002 à 2018, le district est représenté par les quatre circonscriptions no 24 à 27 à l'Assemblée provinciale du Pendjab. Lors des élections législatives de 2008, elles sont remportées par deux candidats de la Ligue musulmane du Pakistan (Q) et deux indépendants, et durant les élections législatives de 2013 elles ont toutes été remportées par des candidats de la Ligue musulmane du Pakistan (N). À l'Assemblée nationale, il est représenté par les deux circonscriptions no 62 et 63. Lors des élections de 2008, elles ont été remportées par des candidats de la Ligue musulmane du Pakistan (N), et de même durant les élections de 2013.
Avec le redécoupage électoral de 2018, Jhelum est représenté par les deux circonscriptions no 66 et 67 à l'Assemblée nationale et par les trois circonscriptions no 25 à 27 à l'Assemblée provinciale. Lors des élections de 2018, les circonscriptions sont remportées par quatre candidats du Mouvement du Pakistan pour la justice et un candidat de la Ligue (N).
| Parti                                        | Voix (national) | %       | Élus nationaux | Élus provinciaux |
| -------------------------------------------- | --------------- | ------- | -------------- | ---------------- |
| Mouvement du Pakistan pour la justice        | 206 793         | 43,56 % | 2              | 2                |
| Ligue musulmane du Pakistan (N)              | 176 110         | 37,09 % | 0              | 1                |
| Tehreek-e-Labbaik Pakistan                   | 46 064          | 9,70 %  | 0              | 0                |
| Autres partis                                | 9 882           | 2,08 %  | 0              | 0                |
| Indépendants                                 | 35 916          | 7,57 %  | 0              | 0                |
| Total exprimés (participation : 51,9 %)      | 474 765         | 100 %   | 2              | 3                |
| Source : Commission électorale du Pakistan,. |                 |         |                |                  |

## Personnalités liées au district
- Gulzar, artiste indien
- Chaudhry Altaf Hussain, gouverneur du Pendjab
- Sunil Dutt, réalisateur indien
- Afzal Khan, homme politique britannique
- Inder Kumar Gujral, Premier ministre indien